# تيميل كوتيل
تيميل كوتيل (وُلِدَ في عام 1959 في مدينة طرابزون في تركيا) هو مهندس طيران تركي وشغل منصب المدير العام والرئيس التنفيذي لشركة خطوط الطيران التركية من عام 2005 إلى 2016

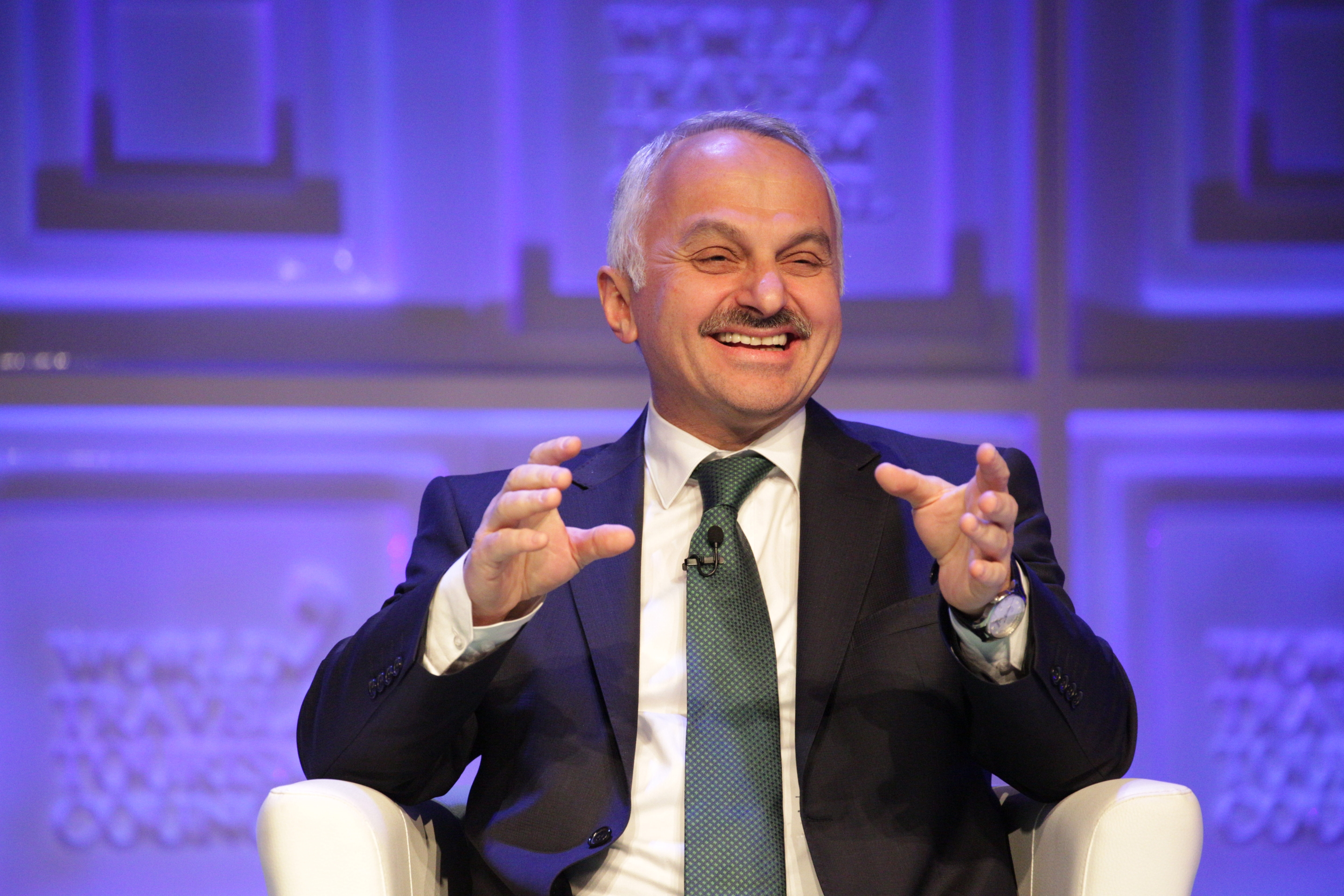
تيميل كوتيل في قمة WTTC العالمية 2015

## التعليم والعمل
تخرّج عام 1983 من قسم هندسة الطيران من جامعة إسطنبول التقنية بدرجة البكالوريوس وبعدها في عام 1984 حصل على منحة دراسية من وزارة الصناعة التركية
تلقى تعليمه في جامعة ميشيغان آن أربور (الولايات المتحدة الأمريكية)، حيث حصل على درجة الماجستير في هندسة الفضاء الجوي عام 1986، وشهادة ماجستير ثانية في الهندسة الميكانيكية عام 1987 من الجامعة نفسها
وصل المهندس التركي كوتيل تعليمه وحصل على الدكتوراه. في الهندسة الميكانيكية عام 1991
وبعد عودته إلى الوطن في عام 1991، تم تعيينه رئيسًا مشاركًا في قسم هندسة الطيران بجامعة إسطنبول التقنية.
وأسس وأدار مختبرات تصميم الطائرات والميكانيكا الهيكلية والميكانيكا الحاسوبية المتقدمة. في الوقت نفسه، تم تكليف كوتيل بالقيام بواجبات مدير مركز الكمبيوتر في القسم. من عام 1994 إلى عام 1997، وشغل منصب مدير قسم تقني في بلدية إسطنبول

## الجوائز
- جوائز إستراتيجية طيران 2014 - جائزة القيادة التنفيذية [1][2]

## روابط خارجية
- "Flying the Flag" ، economist.com؛ تم الوصول إليه في 27 ديسمبر 2014.